# Бадендорф
Бадендорф (нім. Badendorf) — громада в Німеччині, розташована в землі Шлезвіг-Гольштейн. Входить до складу району Штормарн. Складова частина об'єднання громад Нордштормарн.
Площа — 6,11 км2. Населення становить 885 ос. (станом на 31 грудня 2020).